# Freigil
Freigil is een plaats (freguesia) in de Portugese gemeente Resende en telt 480 inwoners (2001).